# Арахноэнтомозы
Арахноэнтомозы (лат. Arachkoentomoses, син.: артроподозы, лат. Arthropodosis) — паразитарные болезни животных, культурных растений и человека, вызванные членистоногими.
Членистоногие — крупнейший тип животного царства. Среди членистоногих многие виды — вредители сельского хозяйства, паразиты домашних и промысловых животных, возбудители болезней человека.

## Классификация
По систематическим группам, среди арахноэнтомозов можно выделить:
- Крустацеозы (болезни, вызываемые ракообразными)
- Лингватулидозы (болезни, вызываемые язычковыми)
- Арахнозы и акариазы (болезни, вызываемые паукообразными)
- Myriapodiasis (болезни, вызываемые многоножками)
- Энтомозы (болезни, вызываемые насекомыми)

Также можно выделить поверхностные арахноэнтомозы, вызванные в основном временными эктопаразитами, а также постоянными паразитами кожи (вши, чесоточные клещи и т. д.), и глубокие арахноэнтомозы, вызванные теми членистоногими, которые паразитируют во внутренних органах и тканях организма (личинки мух, жуков, эндопаразитические клещи, лингватулиды и т. д.). Также можно выделить токско-аллергические арахноэнтомозы, вызванные аллергией на аллергены членистоногих, укусами ядовитых артропод и т. д.

## Эпидемиология
Арахноэнтомозы имеют широкое распространение: паразитические членистоногие живут на всех материках, они имеют широкий ареал, и проникают вслед за человеком во всё новые места обитания. Членистоногие поражают практически любые культурные растения, любых домашних и промысловых животных, вызывая такие серьёзные заболевания как демодекоз, саркоптоз, кнемидокоптоз, мелофагоз и другие.
Некоторые арахноэнтомозы высоко контагиозны (например, педикулёз), другие не передаются непосредственно от больного к здоровому (например, миазы).
Среди арахноэнтомозов есть широко распространённые инфекции (так, например, по официальным данным в России ежегодно регистрируется более 250 тысяч больных педикулёзом и примерно у 200 тысяч — чесоткой, данные занижены; в мире ежегодно регистрируется около 300 млн. случаев чесотки), до очень редких, единичных болезней, связанных со случайным паразитизмом личинок некоторых мух, бабочек, жуков.
Механизм передачи инфекции: превалирует контактный: паразитическое членистоногое активно нападает на хозяина, либо откладывает на него личинок или яйца. Оральный путь заражения через пищу наблюдается при случайном проглатывании некоторых клещей, личинок жуков и мух. Трансмиссивный путь связан с заражением только дерматобиазом. Венерический путь заражения превалирует при чесотке и фтириазе. Воздушно-капельный путь заражения из членистоногих освоен только некоторыми клещами, паразитирующими в дыхательных путях птиц.

## Патогенез
Различные кровососущие насекомые-гематофаги, блохи, клещи, власоеды, вши поражают кожные покровы, перья, пух, шерсть (см. кератофаги). Иногда, кровососущие клещи, клопы в массе размножаются в птичниках, домах и кусают людей и домашних животных.
Личинки мух могут повреждать внутренние органы, как и клещи, которые часто повреждают дыхательную систему домашней птицы (см. цитодитоз, стерностомоз и т. д.), уши (см. отодектоз), носовую полость собак. Эндопаразитами являются и язычковые (см. Лингватулидозы).
Ещё большее медицинское значение членистоногих в том, что они способны при укусах заражать человека трансмиссивными болезнями, например малярией, чумой и клещевым энцефалитом.